# Marsjärv
Marsjärv är en sjö i Överkalix kommun i Norrbotten och ingår i Kalixälvens huvudavrinningsområde. Sjön har en area på 1,11 kvadratkilometer och ligger 106 meter över havet. Sjön avvattnas av vattendraget Marsån.

## Delavrinningsområde
Marsjärv ingår i det delavrinningsområde (738666-178674) som SMHI kallar för Utloppet av Marsjärv. Medelhöjden är 116 meter över havet och ytan är 3,91 kvadratkilometer. Räknas de 2 avrinningsområdena uppströms in blir den ackumulerade arean 50,92 kvadratkilometer. Marsån som avvattnar avrinningsområdet har biflödesordning 6, vilket innebär att vattnet flödar genom totalt 6 vattendrag innan det når havet efter 141 kilometer. Avrinningsområdet består mestadels av skog (58 procent). Avrinningsområdet har 1,1 kvadratkilometer vattenytor vilket ger det en sjöprocent på 28,2 procent.